# Campeonato Asiático de Handebol Masculino de 2016
O Campeonato Asiático de Handebol Masculino de 2016 foi realizado de 15 a 28 de janeiro de 2016, na Cidade de Isa e Manama, Barém. Ele serviu como o torneio qualificatório asiático para o Campeonato do Mundo de 2017.
A seleção qatare garantiu o seu segundo título consecutivo ao derrotar o Barém por 27-22 na final. A medalha de bronze ficou com o Japão, ao bater a Arábia Saudita por 25-16.

## Classificação final
| Pos. | Team                   |
| ---- | ---------------------- |
| 1    | Catar                  |
| 2    | Barém                  |
| 3    | Japão                  |
| 4    | Arábia Saudita         |
| 5    | Irã                    |
| 6    | Coreia do Sul          |
| 7    | Emirados Árabes Unidos |
| 8    | Omã                    |
| 9    | China                  |
| 10   | Líbano                 |
| 11   | Síria                  |

| Equipa qualificada para o Campeonato Mundial de Handebol Masculino de 2017 |